# 薛韬
薛韬（1914年7月2日—1994年8月8日），陕西省榆林县人。曾任云南省委书记。

## 生平
1931年在西安民立中学读书时，加入中国共产主义青年团。1932年春转党。
1983年离职休养。